# J.F. Berghoef
Johannes Fake Berghoef (Aalsmeer, 14 februari 1903 - 9 maart 1994) was een Nederlands architect.
Hij had zijn wortels in de Delftse School, maar liet in de loop van de jaren 50 van de twintigste eeuw meer invloeden van het nieuwe bouwen in zijn werk toe. Hij ontwikkelde hierin een eigen stijl die zowel functionalistisch is als ruimte overlaat voor elegantie en ornamentiek. In 1947 werd hij benoemd tot hoogleraar aan de Technische Hogeschool in Delft.

## Airey-woningen
Berghoef raakte na de Tweede Wereldoorlog betrokken bij de bouw van Airey-woningen door de N.V. Nederlandse Maatschappij voor Volkshuisvesting (Nemavo) uit Amsterdam. Zogeheten "Nemavo-Airey"-bouw is de naam van een type systeem- of montagebouw dat kort na de Tweede Wereldoorlog in Groot-Brittannië en Nederland op ruime schaal is toegepast. Deze geprefabriceerde woningen zijn genoemd naar de ontwerper, Sir Edwin Airey (1879-1955), ingenieur en directeur van W. Airey and Sons in Leeds. Deze konden relatief snel gerealiseerd worden, met name dankzij de betonnen prefab-elementen. Bijna alle Airey-complexen in Nederland zijn ontworpen door Berghoef of door de architecten Zwiers en Klarenbeek.
Een bekend monumentaal voorbeeld van zijn toepassing van deze systeembouw is de Sloterhof, waaronder de torenflat Hemsterhuisstraat 145-241 in de Amsterdamse wijk Slotervaart. De Sloterhof is een van de drie gebouwen van Berghoef op de lijst met de 90 topmonumenten uit de periode 1959-1965, samen met het Raadhuis in Hengelo en het hoofdkantoor van de ANWB op de grens van Den Haag en Wassenaar.
Vanwege zijn werk in en om Amsterdam eerde die gemeente hem door in 1997 het J.F. Berghoefplantsoen te benoemen.

## Ander werk
Johannes F. Berghoef ontwierp in samenwerking met architect Jacob Dunnebier de wooncomplexen Geuzenhof (1939) en Muzenhof (1939) in Amsterdam. Beide complexen werden gebouwd door bouwondernemer Huibert van Saane.
Voorts heeft Berghoef in zijn woonplaats Aalsmeer het gemeentehuis, de Christelijk Gereformeerde Lijnbaankerk (1936) en veel woonhuizen ontworpen. In Arnhem bouwde hij begin jaren 60 de Heidemij-flat (Berghoeftoren) in het Sonsbeekkwartier.

## Fotogalerij

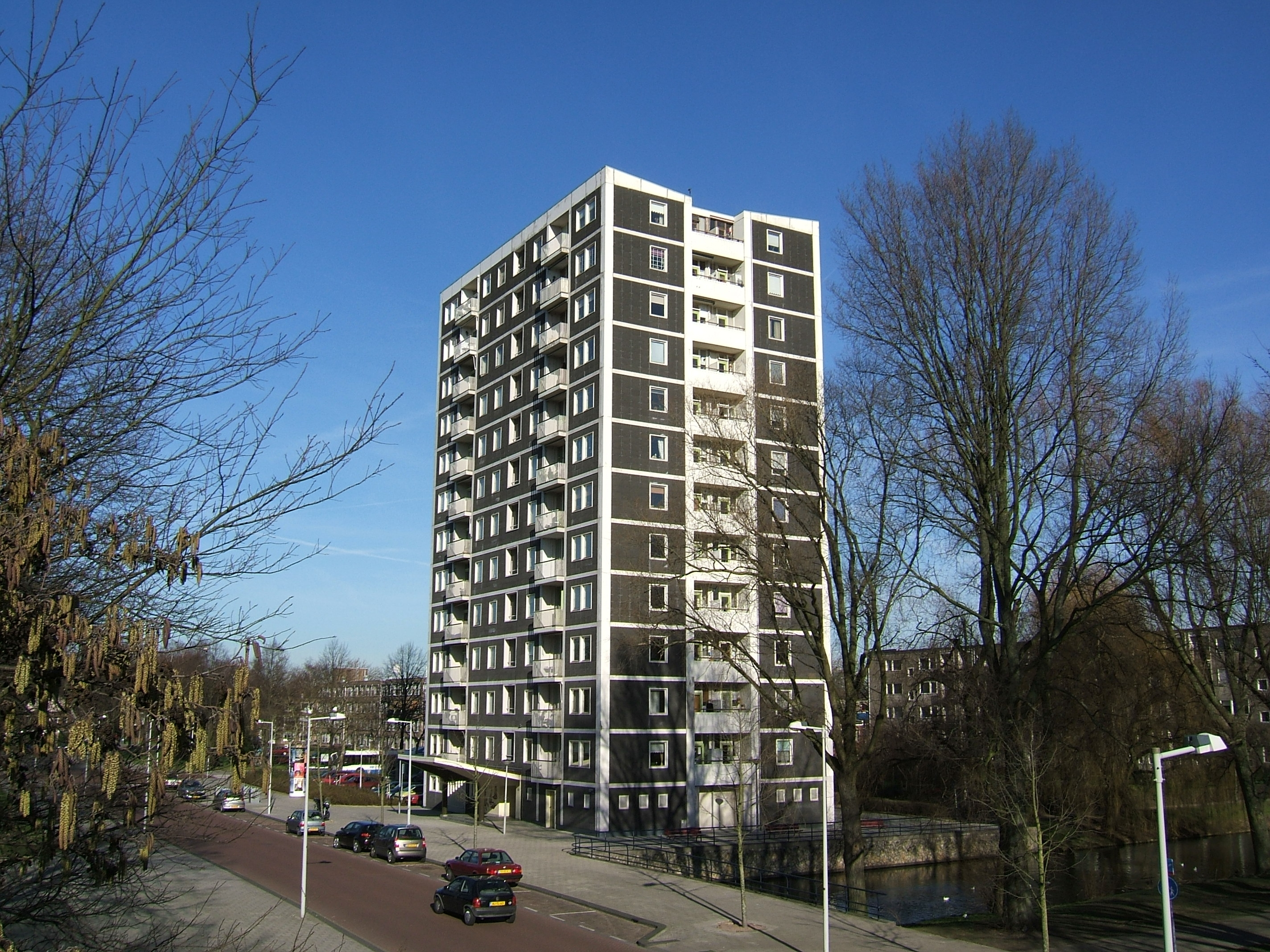
Torenflat van het Sloterhof
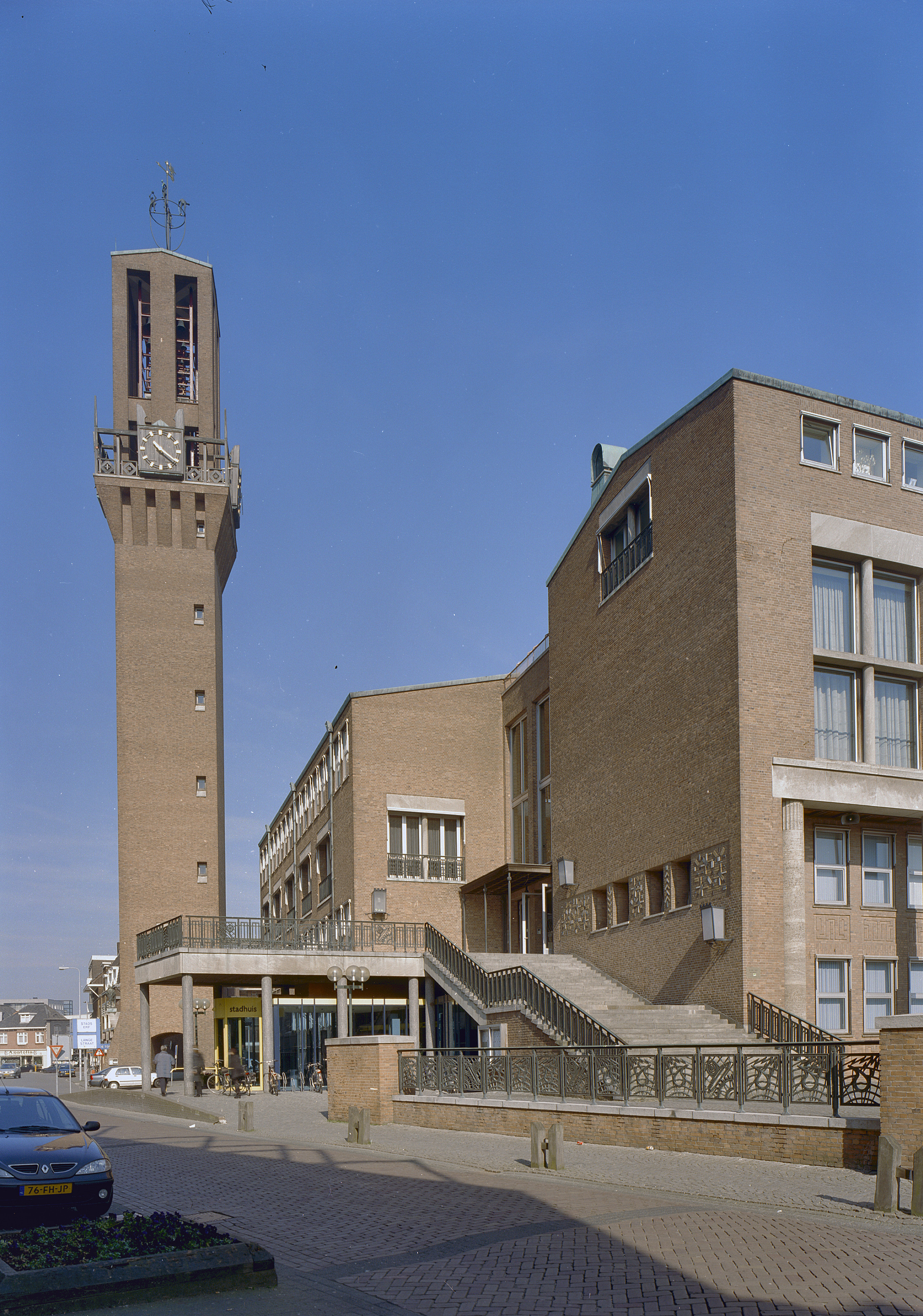
Stadhuis van Hengelo
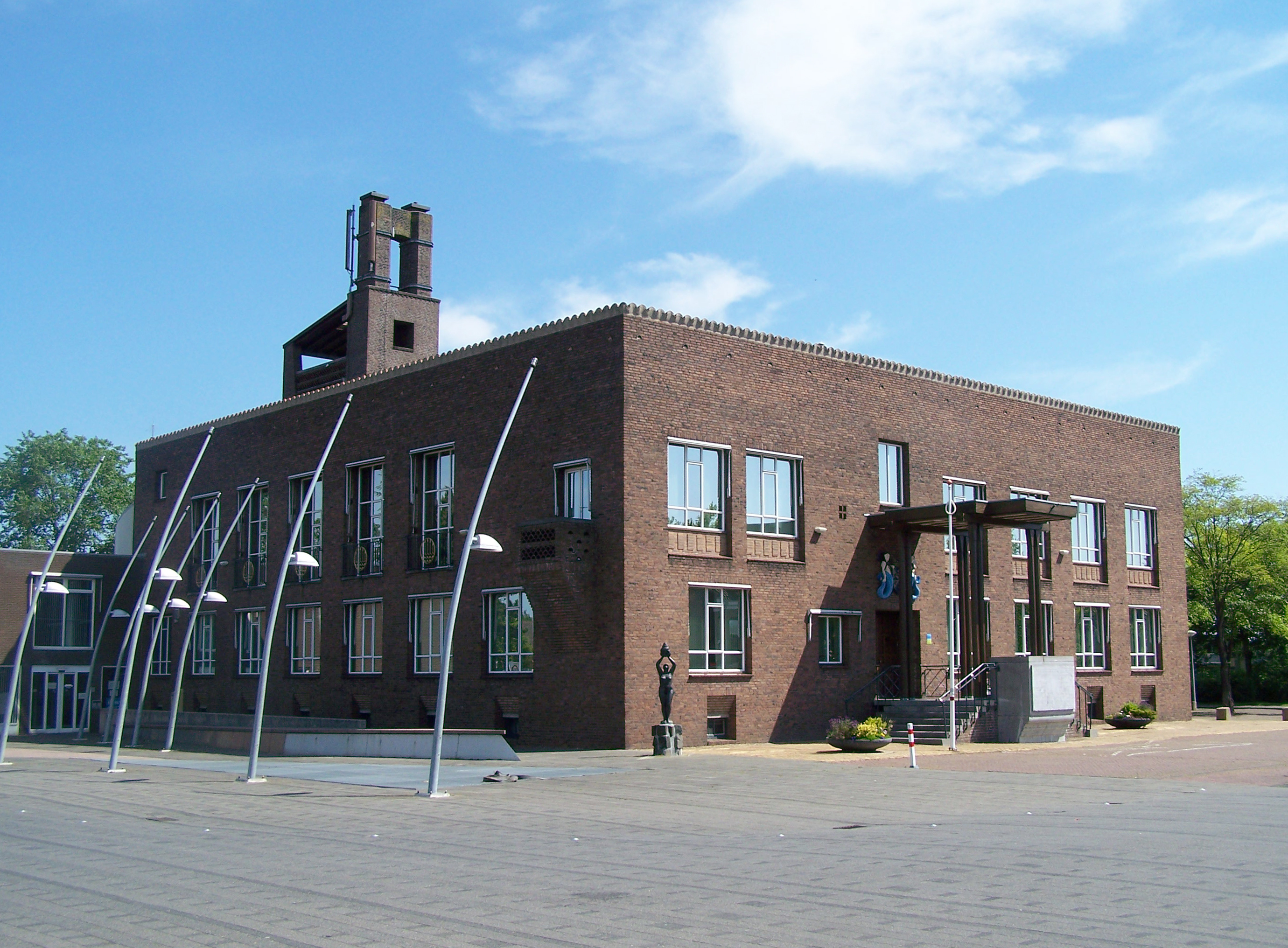
Gemeentehuis van Wieringermeer
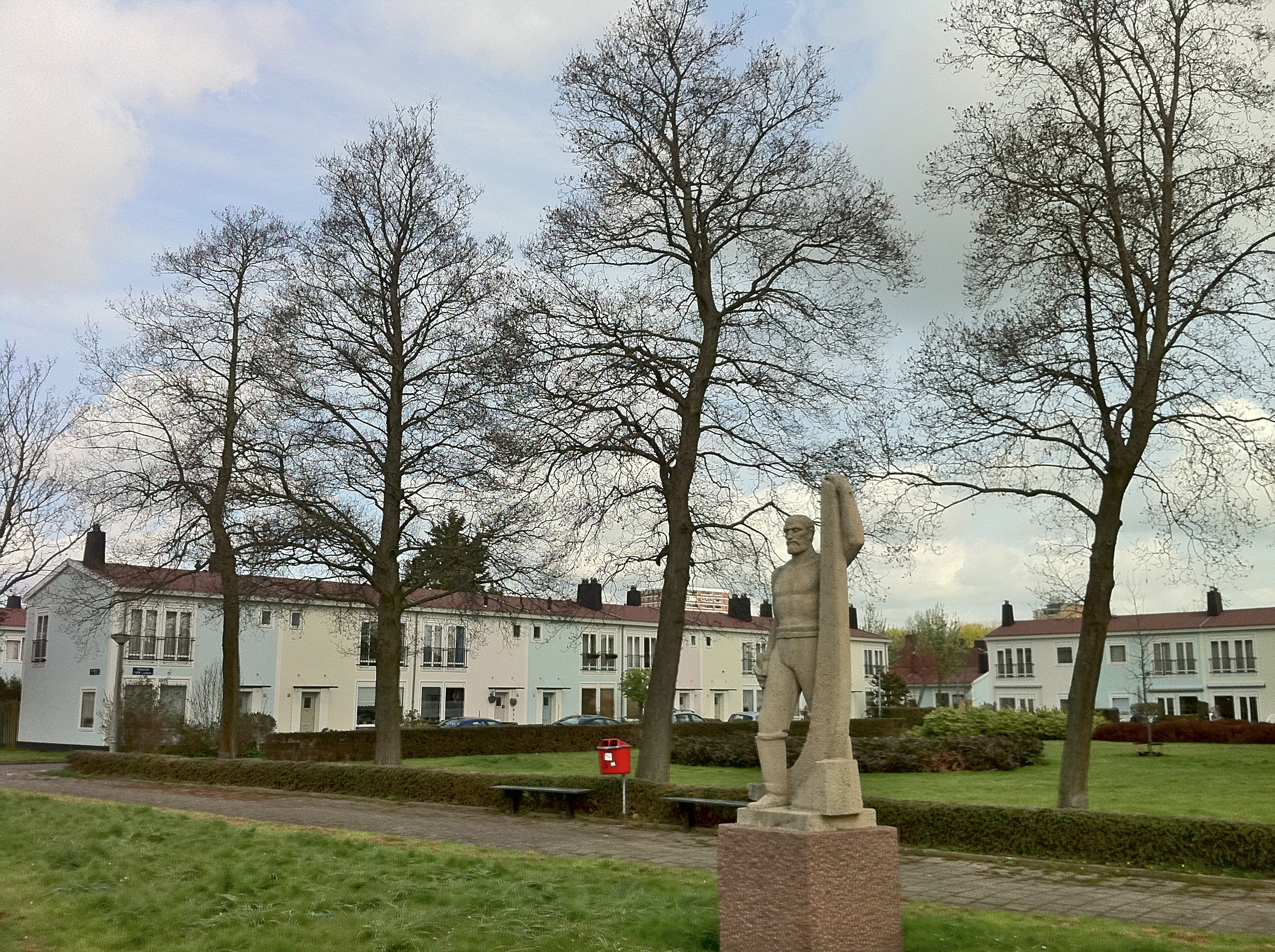
Airey-woningen in Nieuwendam
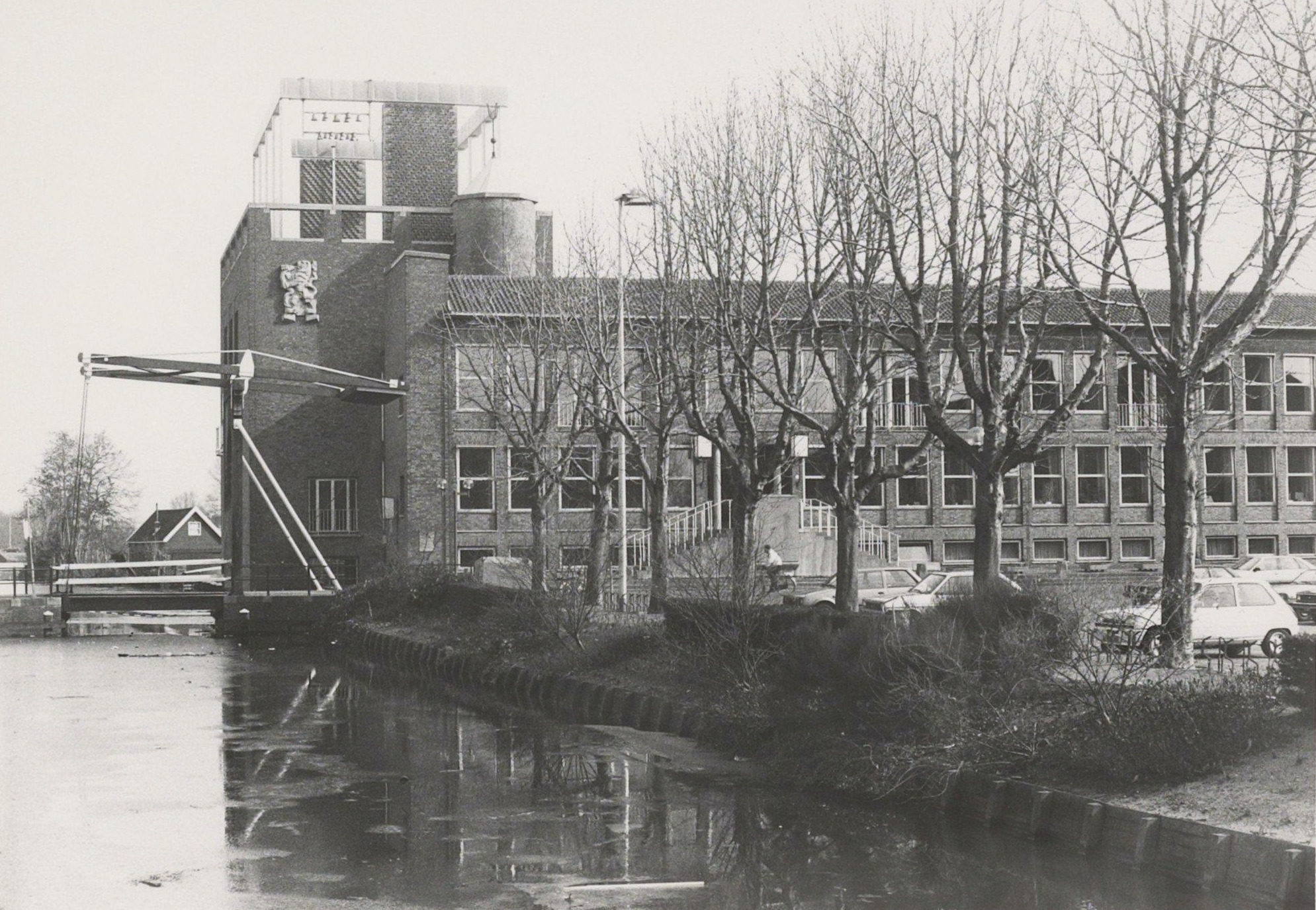
Gemeentehuis van Aalsmeer
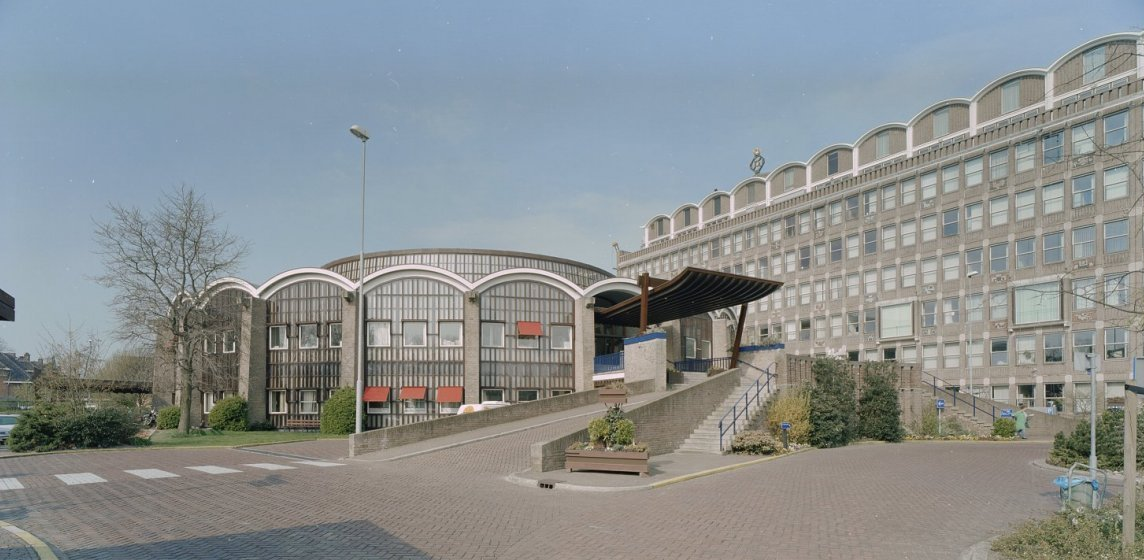
Hoofdkantoor ANWB in Wassenaar
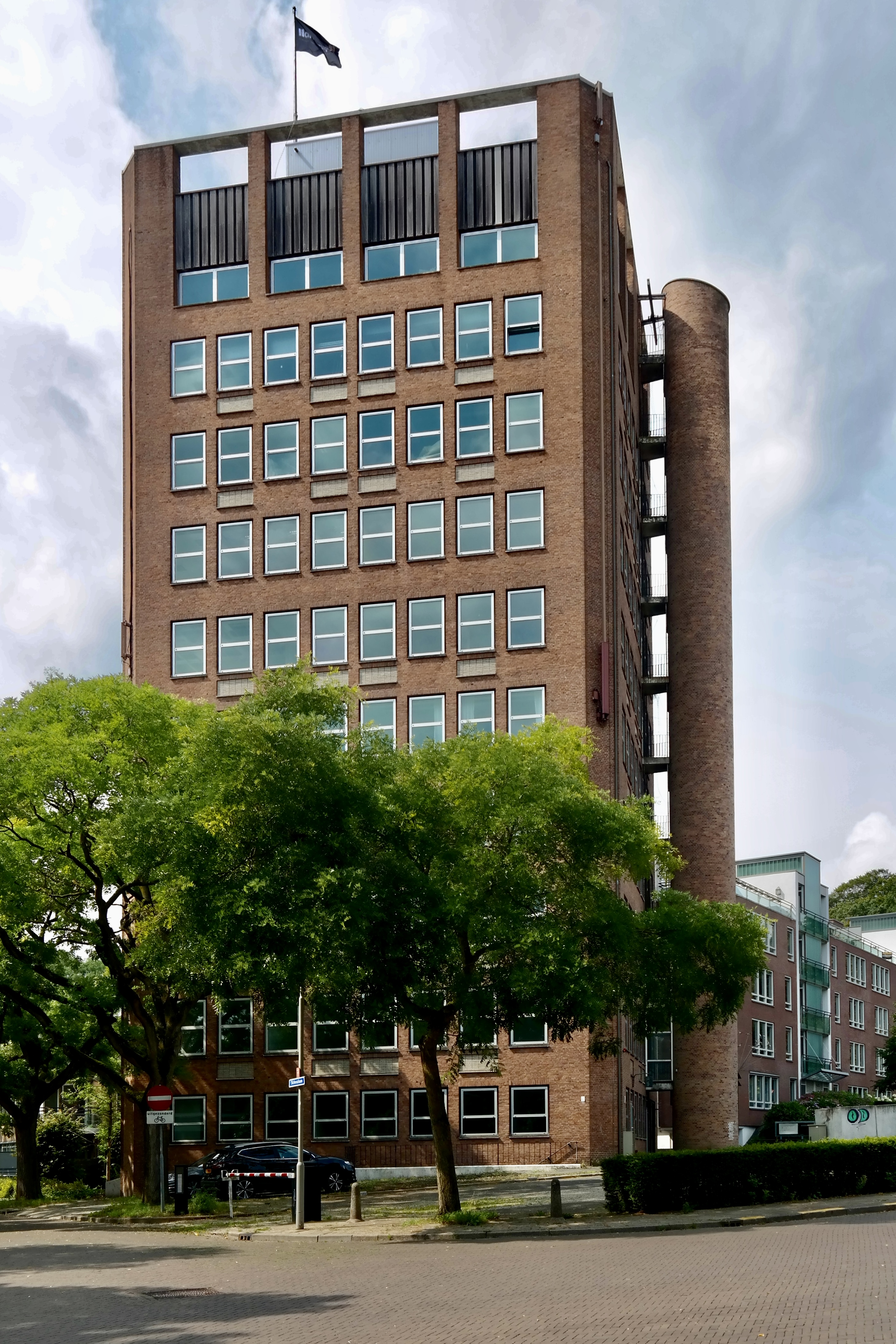
Berghoeftoren, Arnhem